# 칼리 로이드
칼리 앤 로이드(영어: Carli Anne Lloyd)라는 이름으로 알려져 있는 칼리 앤 홀린스(영어: Carli Anne Hollins, 혼전 성씨: 로이드(Lloyd), 1982년 7월 16일~)는 미국의 전직 여자 축구 선수로 미국 여자 축구 전설적인 선수 중 한 명이며 크리스틴 릴리에 이어 역대 국제 A매치 최다 출전 2위에 올라와 있다.
2차례의 하계 올림픽 여자 축구 금메달, 2차례의 FIFA 여자 월드컵 우승을 경험했으며 2차례(2015년, 2016년)에 걸쳐 FIFA 올해의 여자 선수로 선정되는 영예를 안았다. 또한 2008년 하계 올림픽과 2012년 하계 올림픽에서 금메달을 획득했고 2015년 FIFA 여자 월드컵에서 미국을 우승으로 이끌었다. 그 외에 2007년, 2011년, 2019년 FIFA 여자 월드컵에 출전했고 2008년, 2012년, 2016, 2020년 하계 올림픽에 참가했다. 미국 여자 축구 국가대표팀에서 294경기에 출전한 기록을 갖고 있는데 이는 대표팀에서 2위에 해당한다. 또한 미국 여자 축구 국가대표팀에서 3번째로 많은 득점 기록, 5번째로 많은 도움 기록을 갖고 있다.
미국이 일본과의 2015년 FIFA 여자 월드컵 결승전 경기에서 5-2 승리를 기록하던 동안에 FIFA 여자 월드컵 결승전 경기에서 최초로 해트트릭을 기록한 선수가 되었고 FIFA 성인 월드컵 결승전 경기에서는 남녀를 통틀어 제프 허스트에 이어 2번째로 해트트릭을 기록한 선수가 되었다. 결승전 경기에서 16분 동안에 3골을 기록했는데 초반 2골은 전반전 5분에 3분 이내에 걸쳐 기록했다. 로이드는 대회 최우수 선수에 해당하는 골든 볼 트로피를 수상했고 대회 기간 동안에 6골 1도움을 기록하여 실버 부트를 수상했다.
로이드는 과거에 미국 여자 프로 축구 소속 여자 축구 클럽인 시카고 레드 스타스, NJ/NY 고섬, 애틀랜타 비트에서 활약했다. 칼리 로이드는 2013년에 출범한 내셔널 위민스 사커 리그의 첫 시즌에서 웨스턴 뉴욕 플래시에 입단한 이후에 소속 팀이 정규 시즌 우승을 차지하는 데 도움을 주었다. 칼리 로이드는 웨스턴 뉴욕 플래시와 함께 2차례의 시즌을 보낸 이후에 2015 시즌에 휴스턴 대시로 이적했고 2018년 시즌에는 NJ/NY 고섬으로 이적했다. 2016년 9월에는 칼리 로이드의 회고록인 《아무도 보고 있지 않았을 때》(When Nobody Was Watching)가 출간되었다.

## 어린 시절
칼리 로이드는 뉴저지주 남부 델런 타운십에서 스티븐 로이드와 패멀라 로이드 부부의 딸로 태어나서 성장했다. 델런 타운십은 펜실베이니아주 필라델피아에서 북동쪽으로 약 20분 거리에 위치한 사우스저지 지방의 작은 공동체이다. 칼리 로이드는 5세 시절부터 축구를 시작했다. 칼리 로이드의 어머니인 패멀라 로이드는 칼리 로이드가 어린 시절에 축구를 즐기던 모습에 대해 "칼리는 그 나이에 혼성 팀처럼 소년들과 어울리고 있었습니다. 칼리는 어린 시절부터 많은 능력을 보여주었을 정도로 축구를 좋아했지만 항상 열심히 일했습니다."라고 밝혔다. 칼리 로이드에게는 스티븐이라는 형제와 애슐리라는 자매가 있다. 칼리 로이드는 미국에서 개최된 1999년 FIFA 여자 월드컵의 개막전 경기를 관전했는데 이는 칼리 로이드가 미국 여자 축구 국가대표팀에서 뛰는 데에 영감을 주게 된다.
칼리 로이드는 1997년부터 2000년까지 델런 고등학교에 재학하던 동안에 루디 "더 레드 배런" 클로백 감독의 지도를 받으면서 축구단에서 뛰었다. 고등학교 재학 시절에는 뛰어난 볼 컨트롤 능력, 미드필더에서 볼을 전달하는 기술로 유명했다. 고등학교 3학년 시절에는 26골, 8도움을 기록하면서 팀이 18승 3패를 기록하는 데에 기여했다. 필라델피아 인콰이어는 1999년과 2000년에 올해의 여자 고등학교 선수로 선정되었다. 칼리 로이드는 스타 레저 올스테이트 퍼스트 팀에 2번 선정되었다. 1999년과 2000년에는 《퍼레이드》 올해의 전미 여자 축구 선수로 선정되었다. 2000년에는 《쿠리어 포스트》 올해의 여자 축구 선수, 사우스저지 축구 감독 협회 올해의 축구 미드필더로 선정되는 영예를 안았다.

### 럿거스 스칼렛 나이츠 (2001년~2004년)
칼리 로이드는 2001년부터 2004년까지 럿거스 대학교에 재학했으며 글렌 크룩 감독의 지도를 받으면서 럿거스 스칼렛 나이츠 여자 축구단에서 뛰었다. 칼리 로이드는 4년 연속으로 럿거스 대학교 소속 선수로는 최초로 올빅이스트 콘퍼런스 퍼스트 팀에 이름을 올렸다. 칼리 로이드는 대학교 재학 시절에 점수(117점), 골(50골), 슛 분야에서 학교의 역대 최고 선수로서의 성적을 기록했다.
칼리 로이드는 신입생 시즌 동안에 모든 경기에 출전했고 합계 37점, 15골을 기록하면서 팀의 득점왕에 올랐다. 칼리 로이드는 《사커 아메리카》가 선정한 올프레시맨 팀에 이름을 올렸고 럿거스 대학교 소속 선수로는 최초로 올해의 신인상을 받았다. 2학년 시즌 동안에는 합계 31점, 12골 7도움을 기록하며 2시즌 연속으로 팀의 득점왕을 차지했다. 칼리 로이드는 같은 해에 미국의 대학교 축구 선수들에게 가장 큰 영예로 널리 여겨지는 허먼 트로피의 최종 후보자에 이름을 올렸다. 스칼렛 나이츠의 3번째 시즌에서는 합계 28점, 13골 2도움을 기록하면서 빅이스트 콘퍼런스 아카데믹 올스타로 선정되었다. 4학년 시절에는 전체 20경기 가운데 18경기에서 선발 선수로 기용되어 10골 1도움을 기록했다. 칼리 로이드는 2004년에 올해의 빅이스트 콘퍼런스 미드필더로 선정되었다.
칼리 로이드는 럿거스 대학교에서 운동과학과 및 스포츠학과 학사 학위를 받았다. 2013년에는 럿거스 명예의 동문에 이름을 올렸다.

## 클럽 경력

### USL W리그 시기 (1999년~2004년)
칼리 로이드는 고등학교에 재학 중이던 1999년에 USL W리그 소속 축구 클럽이던 센트럴저지 스플래시에서 뛰었고 2000년에는 뉴브런즈윅 파워, 2001년에는 사우스저지 밴시스에서 뛰었다. 럿거스 대학교에 재학하기 이전이던 2004년에는 팀 동료였던 켈리 스미스, 매냐 머코스키, 토빈 히스, 헤더 오라일리와 함께 뉴저지 와일드캐츠에 합류했지만 1경기에 출전하는 데에 그쳤다.

### 미국 여자 프로 축구 시기 (2009년~2011년)
칼리 로이드는 2008년 미국 여자 프로 축구 드래프트를 통해 시카고 레드 스타스에 입단했다. 리그 첫 시즌 동안에는 16경기 가운데 14경기에서 1,313분 동안 선발 출전했다. 2009년 4월 25일에 열린 보스턴 브레이커스와의 경기에서는 23분 만에 1골을 기록하면서 팀의 4-0 승리에 기여했다. 2009년 8월 2일에 열린 로스앤젤레스 솔과의 경기에서는 24분 사이에 2골을 기록했지만 팀은 1-3으로 패배했다. 시카고 레드 스타스는 2009 내셔널 위민스 사커 리그 시즌에서 5승 5무 10패의 성적을 기록하면서 6위로 마감했다.
칼리 로이드는 2009 시즌이 종료된 이후에 자유 계약 선수가 되었고 2010 시즌에서 자신의 고향인 뉴저지주를 연고로 하는 여자 축구 클럽이자 2009 내셔널 위민스 사커 리그 시즌 우승 팀인 스카이 블루 FC에 입단했다. 칼리 로이드는 2010년 4월에 열린 자신의 친정 팀인 시카고 레드 스타스와의 경기에서 미끄러지면서 발목이 부러졌다. 칼리 로이드는 9월에 열린 2경기에 출전하기 위해 복귀했지만 부상의 여파로 인해 시즌 내내 경기장 밖으로 나가지 못했다.
칼리 로이드는 2010년 12월에 2011 시즌에 참가하기 위해 애틀랜타 비트와의 계약을 체결했다. 애틀랜타 비트의 감독이었던 제임스 갤러니스는 "칼리 로이드는 경기에 집중하는 환상적인 미드필더입니다. 대학교 시절부터 칼리 로이드를 알고 있었던 저는 칼리 로이드를 훈련시키고 개인적으로 경기를 향상시킬 기회를 가졌습니다. 칼리 로이드는 자신의 꿈을 이루기 위해서 필드 밖에서 많은 희생을 했고 프로 선수 생활도 많이 할 것입니다."라고 말했다. 칼리 로이드는 애틀랜타 비트 소속으로 활동하던 동안에 10경기에 출전하여 2골을 기록했다. 칼리 로이드는 2011년 4월 9일에 열린 보스턴 브레이커스와의 경기에서 자신의 시즌 1번째 골을 기록했는데 애틀랜타 비트는 1-4 패배를 기록했다. 칼리 로이드는 웨스턴 뉴욕 플래시와의 후반 25분에 자신의 시즌 2번째 골을 기록하여 애틀랜타 비트의 2-2 무승부에 기여했다. 애틀랜타 비트는 2011 내셔널 위민스 사커 리그 시즌에서 1승 4무 13패의 성적을 기록하면서 최하위로 마감했다.

### 웨스턴 뉴욕 플래시 (2013년~2014년)
칼리 로이드는 2013년 1월 11일에 새로 출범한 내셔널 위민스 사커 리그 선수 배정 과정을 통해 웨스턴 뉴욕 플래시에 지명되었다. 칼리 로이드는 2013년 초반에 어깨 부상을 당한 이후에 2013년 5월 12일에 열린 FC 캔자스시티와의 경기에 처음 출전하면서 데뷔했는데 웨스턴 뉴욕 플래시는 FC 캔자스시티에 1-2 패배를 기록했다. 칼리 로이드는 친정 팀인 스카이 블루 FC와의 경기에서 첫 골을 기록하면서 웨스턴 뉴욕 플래시의 3-0 승리에 기여했다. 6월 28일에 열린 워싱턴 스피릿과의 경기에서는 해트트릭을 기록하여 웨스턴 뉴욕 플래시의 4-0 승리에 기여했고 2013년 7월에는 내셔널 위민스 사커 리그 이 주의 선수로 선정되는 영예를 안았다.
칼리 로이드는 2013년 내셔널 위민스 사커 시즌에서 10골을 기록하면서 득점 순위 3위를 기록했다. 웨스턴 뉴욕 플래시는 2013 정규 시즌에서 10승 8무 4패를 기록하면서 1위로 마감했고 플레이오프에 진출하게 된다. 칼리 로이드는 스카이 블루 FC와의 플레이오프 준결승전 경기에서 전반전 33분, 후반전 추가 시간 2분에 2골을 기록했다. 웨스턴 뉴욕 플래시는 칼리 로이드의 2골에 힘입어 2-0 승리를 기록하면서 플레이오프 결승전에 진출했지만 포틀랜드 손스 FC와의 플레이오프 결승전 경기에서 0-2 패배를 기록하면서 준우승을 차지하게 된다.

### 휴스턴 대시 (2015년~2017년)

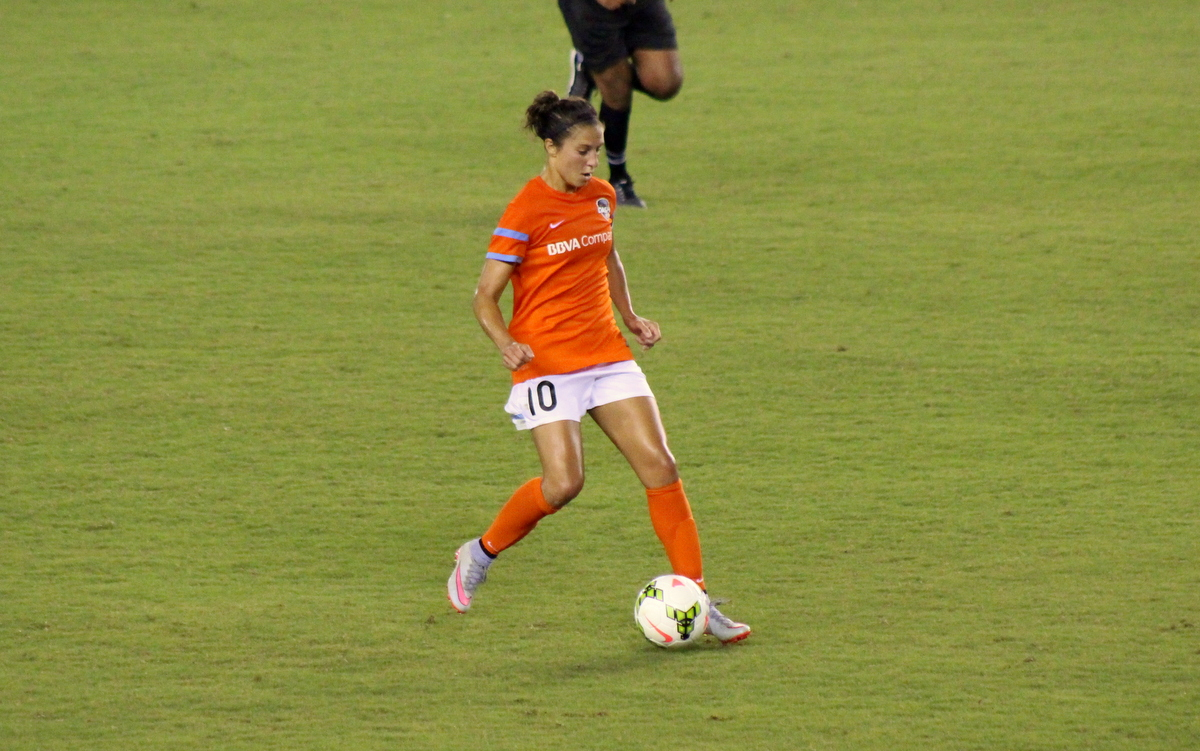
칼리 로이드가 휴스턴 대시 소속으로 활동하던 시절의 모습 (2015년 9월)

칼리 로이드는 2014년 10월 16일에 베키 에드워즈, 휘트니 엥전과 함께 2016년 내셔널 위민스 사커 리그 칼리지 드래프트 3라운드에서 휴스턴 대시에 지명되었다.

### 맨체스터 시티 (2017년, 임대)
칼리 로이드는 2017년 2월에 개막한 잉글랜드 FA 여자 슈퍼리그 스프링 시리즈에 참가하기 위해 맨체스터 시티와의 임대 계약을 체결했다. 칼리 로이드는 맨체스터 시티 소속으로 활동하던 동안에 맨체스터 시티의 FA 여자 슈퍼리그 스프링 시리즈 준우승을 견인했다. 또한 2016-17 FA 여자컵 결승전 경기에서 1골을 기록하면서 맨체스터 시티의 FA 여자컵 우승을 견인했다. 칼리 로이드는 2015년 5월 21일에 열린 요빌 타운과의 경기에서 애니 헤더슨을 가격하는 반칙으로 인해 퇴장당하면서 방출되었다. 칼리 로이드가 폭력적인 행동으로 인해 받은 3경기 출전 정지 처분은 남은 임대 기간 동안에 진행되었다.

### 스카이 블루 FC (2018년~2021년)
칼리 로이드는 2018년 1월 18일에 시카고 레드 스타스, 스카이 블루 FC 3개 팀 간의 트레이드 과정에서 휴스턴 대시에 의해 재닌 베키와 함께 스카이 블루 FC로 이적했다. 칼리 로이드는 2018년에 스카이 블루 FC 소속으로 활동하던 동안에 18경기에 출전하여 4골을 기록했다.
칼리 로이드는 올랜도 프라이드와의 2018 내셔널 위민스 사커 리그 마지막 경기에서 유일한 골을 기록하면서 스카이 블루의 1-0 승리에 기여했는데 이 승리는 스카이 블루 FC가 2018 내셔널 위민스 사커 리그 시즌에서 기록한 처음이자 유일한 승리였다. 칼리 로이드는 2018 내셔널 위민스 사커 리그 시즌 세컨드 베스트 일레븐에 선정되었다.

## 국가대표 경력

### 청소년 국가대표
칼리 로이드는 23세에 성인 국가대표팀에 합류하기 이전까지 미국 여자 U-21 축구 국가대표팀의 구성원으로 참가했으며 2002년부터 2005년까지 핀란드, 아이슬란드, 스웨덴에서 개최된 노르딕컵에서 미국의 4회 연속 우승을 견인했다. 특히 덴마크와의 2003년 노르딕컵 1라운드 경기에서는 도움을 기록하여 미국의 1-0 승리에 기여했다. 2004년 노르딕컵에서는 매경기마다 선발 출전하여 2골 1도움을 기록했다. 2005년 노르딕컵에서는 노르웨이와의 결승전 경기에서 기록한 1골을 포함해서 총 3골을 기록했다.

### 성인 국가대표팀

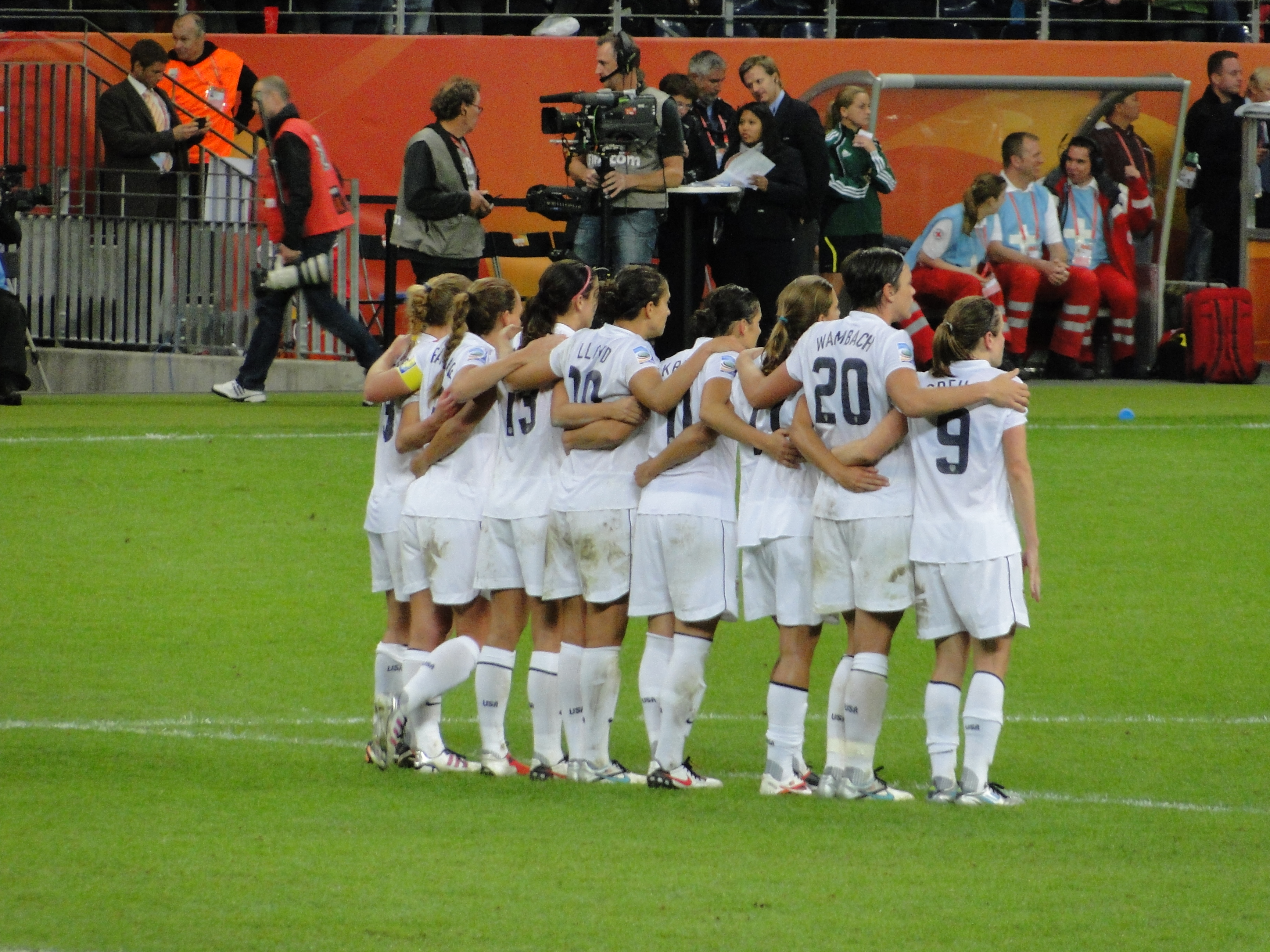
미국과 브라질의 2011년 FIFA 여자 월드컵 8강전 경기에서 미국 여자 축구 국가대표팀 동료들과 함께 승부차기를 준비하고 있는 칼리 로이드 (왼쪽에서 4번째)

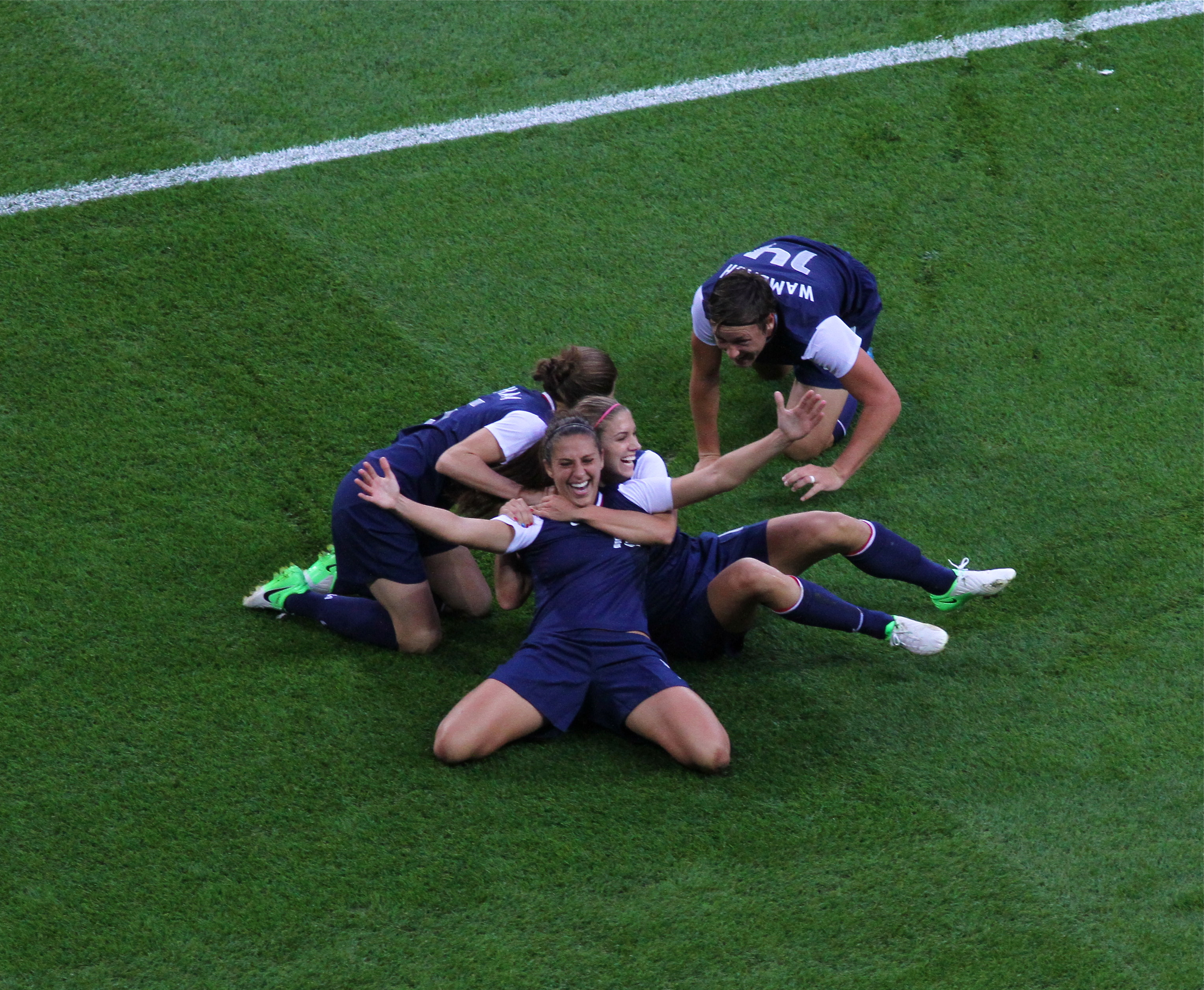
칼리 로이드가 미국과 일본의 2012년 런던 하계 올림픽 여자 축구 결승전 경기에서 골을 기록한 이후에 동료 선수들과 함께 뒤풀이를 하는 모습

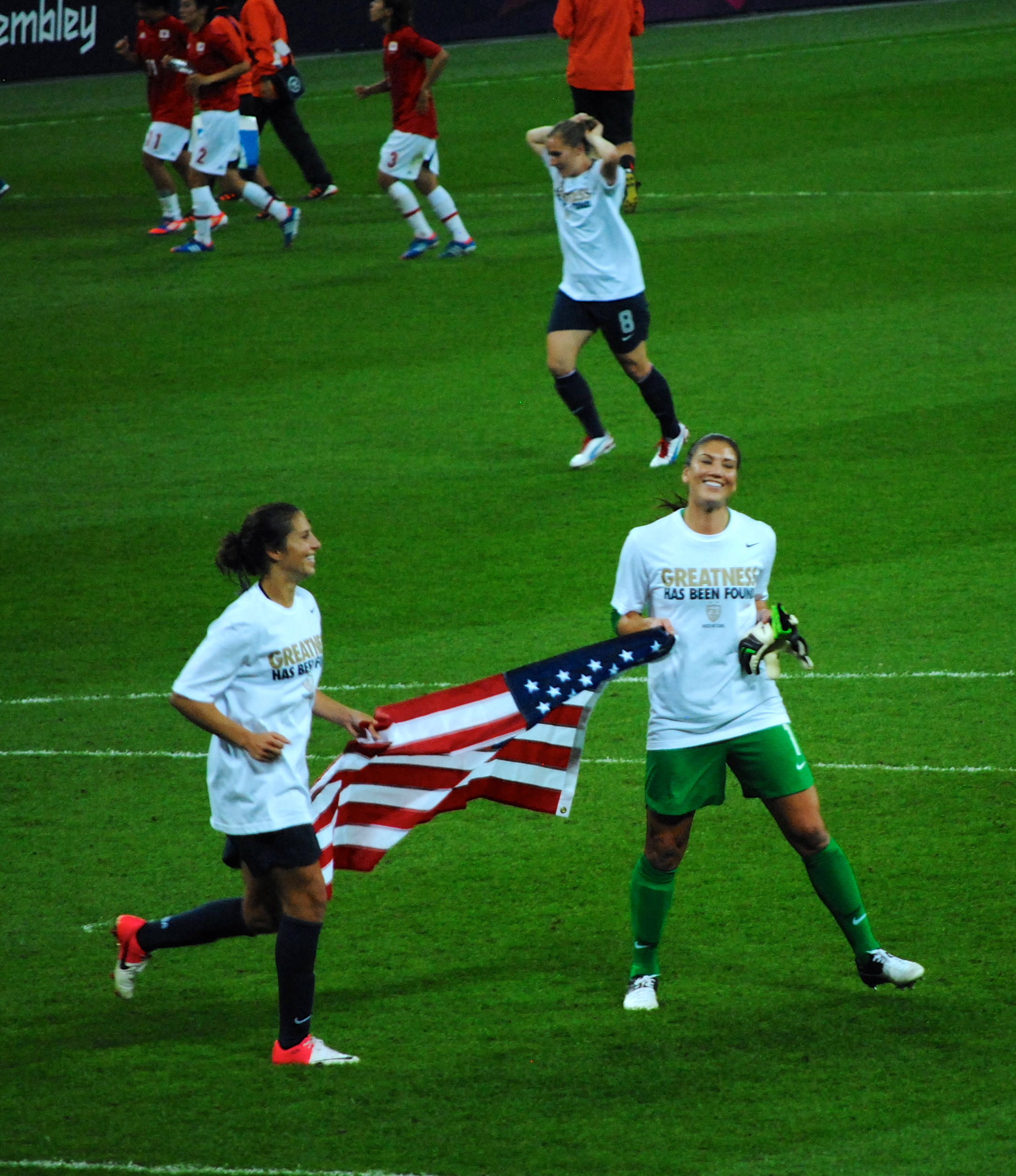
미국과 일본의 2012년 런던 하계 올림픽 여자 축구 결승전 경기가 끝난 이후에 모인 칼리 로이드와 미국 여자 축구 국가대표팀 동료인 호프 솔로

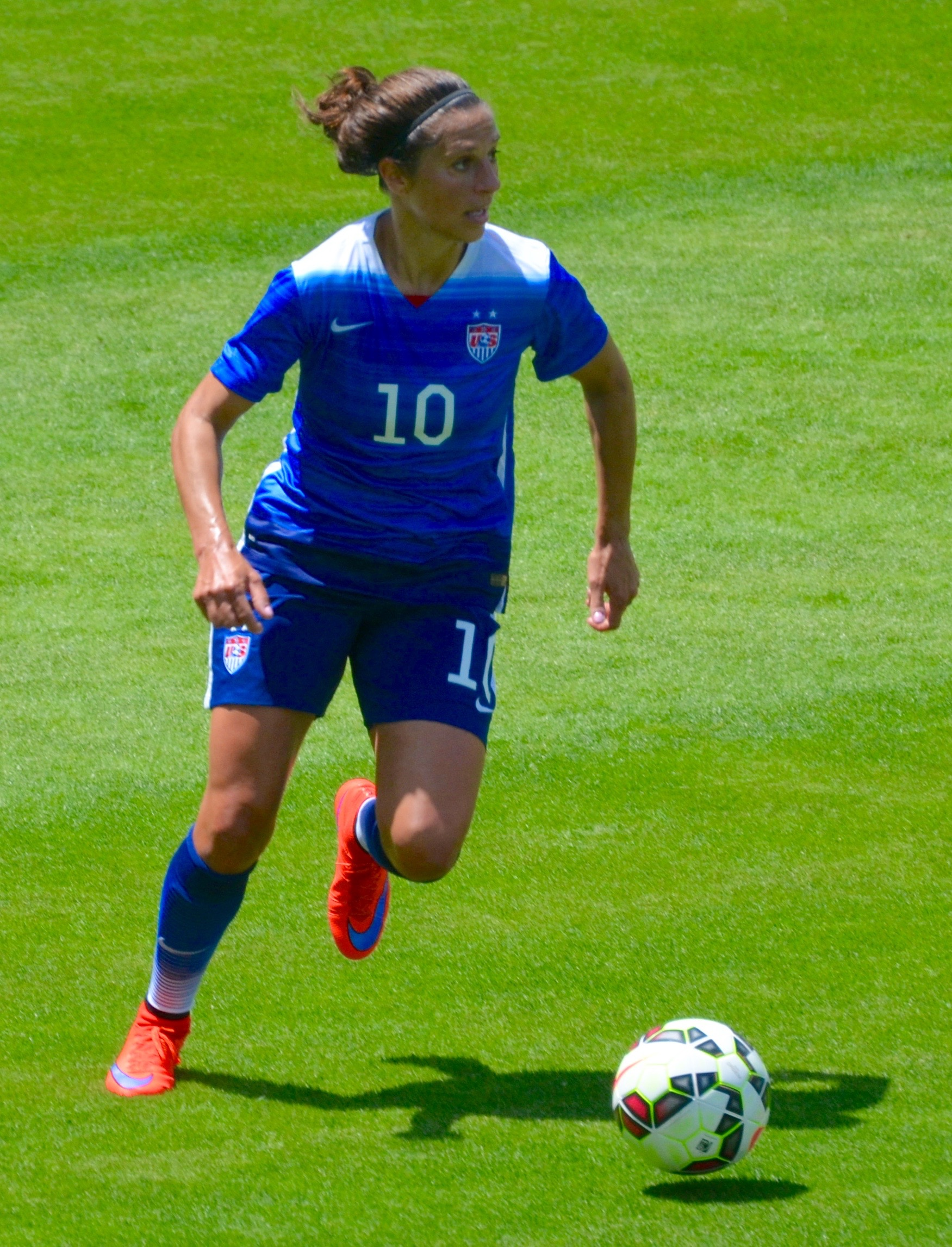
2015년 5월 10일에 미국 캘리포니아주 산호세에서 열린 미국과 아일랜드의 친선 경기에 출전한 칼리 로이드

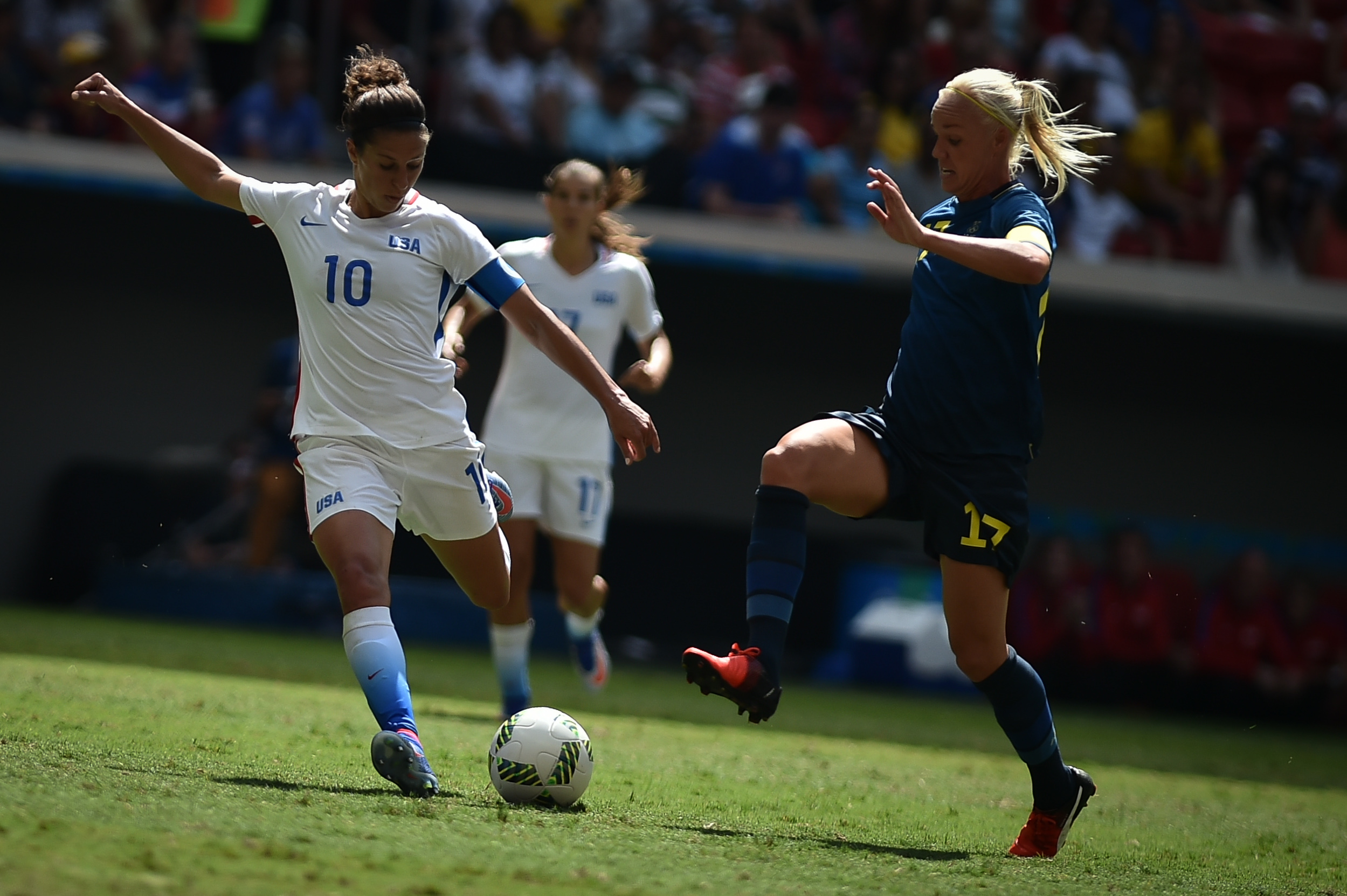
미국과 스웨덴의 2016년 리우데자네이루 하계 올림픽 여자 축구 8강전 경기에 출전한 칼리 로이드

칼리 로이드는 2005년 7월 10일에 열린 우크라이나와의 경기에서 처음으로 출전하면서 미국 여자 축구 국가대표팀에 데뷔했다. 2006년 10월 1일에 열린 대만과의 경기에서 자신의 국가대표팀 첫 골을 기록했으며 2006년 중국 4개국 친선 여자 축구 대회에서 3번째로 출전했다. 칼리 로이드의 국가대표팀 초반 2경기 선발 출전은 2006년 알가르브컵에서 있었는데 덴마크와의 조별 예선 경기, 독일과의 결승전 경기가 이에 해당한다. 칼리 로이드는 19경기 가운데 13경기에서 선발 출전하여 1골을 기록했다.
그리고 2021년 10월 27일 대한민국과의 친선 경기 2차전을 끝으로 국가대표팀 유니폼을 반납했다.

#### 알가르브컵과 FIFA 여자 월드컵 (2007년)
칼리 로이드는 중국에서 개최된 2007년 FIFA 여자 월드컵에 참가했다. 대회 개막 이전에 미국은 3년 동안 거의 정규 시간 동안에 실점을 허용하지 않았기 때문에 우승 후보로 여겨졌다. 미국은 9월 11일에 열린 조선민주주의인민공화국과의 조별 예선 1차전 경기에서 2-2 무승부를 기록했다. 9월 14일에 열린 스웨덴과의 조별 예선 2차전 경기에서는 애비 웜백의 2골에 힘입어 2-0 승리를 기록했고 9월 18일에 열린 나이지리아와의 조별 예선 3차전 경기에서는 1-0 승리를 기록했다.
미국은 잉글랜드와의 8강전 경기에서 3-0 승리를 기록했는데 3골 모두 12분 사이에 기록했다. 미국은 준결승전 경기에서 브라질을 상대했는데 이 경기는 논란의 여지가 많고 판도를 바꿀 수 있는 경기로 여겨진다. 그레그 라이언 감독은 미국 여자 축구 국가대표팀의 주전 골키퍼였던 호프 솔로를 벤치에 앉도록 지시하는 한편 FIFA 여자 월드컵에서는 3번, 하계 올림픽에서는 2번 출전했지만 2004년 아테네 하계 올림픽 이후로는 국가대표팀 경기에 거의 출전하지 않았던 브리애나 스커리를 선발 골키퍼로 출전시켰다. 미국은 브라질에 0-4 패배를 기록하면서 3·4위전으로 밀려나게 된다. 미국은 노르웨이와의 3·4위전 경기에서 4-1 승리를 기록하면서 3위를 차지했는데 칼리 로이드는 본선 5경기 가운데 3경기에서 선발 출전했다.
칼리 로이드는 2007년에 23경기 가운데 13경기에서 선발 출전했으며 9골 3도움을 기록하면서 국가대표팀 득점 3위를 기록했다.

#### 베이징 하계 올림픽 (2008년)
칼리 로이드는 2008년 4월에 멕시코 시우다드후아레스에서 개최된 캐나다와의 2008년 베이징 하계 올림픽 여자 축구 북중미카리브 지역 최종 예선 결승전 경기에 출전하여 연장전 경기에서 나온 프리킥을 통해 1골을 기록했다. 미국은 연장전까지 1-1 동점을 기록한 끝에 캐나다에 승부차기 6-5 승리를 기록했다. 칼리 로이드는 2008년 베이징 하계 올림픽 본선에서 2골을 기록했다. 특히 일본과의 조별 예선 경기에서는 미국의 1-0 승리에 기여한 결승골을 기록했고 브라질과의 결승전 경기에서는 연장전까지 가는 혈투 끝에 미국에 올림픽 여자 축구 금메달을 안겨준 결승골을 기록했다.
칼리 로이드는 미국 축구 연맹으로부터 팀 하워드와 함께 2008년 미국 올해의 축구 선수로 선정되는 영예를 안았다. 칼리 로이드는 2008년에 열린 35경기에서 모두 선발 출전하면서 1년 동안의 선발 출전 기록에서 공동 선두를 기록했다. 2,781분 동안 출전하여 국가대표팀 출전 시간 3위를 기록했고 9골 9도움을 기록하면서 국가대표팀 최다 득점을 기록했다.

#### 부상 회복과 국가대표팀 100경기 출전, FIFA 여자 월드컵 북중미카리브 지역 예선 (2009년~2010년)
칼리 로이드는 스카이 블루 FC 소속으로 뛰고 있던 2010 미국 여자 프로 축구(WPS) 시즌 4차전 경기에서 발목뼈가 부러지는 부상을 당했지만 2010년에 열린 미국 여자 축구 국가대표팀 15경기 가운데 14경기에 선발 출전했다.
칼리 로이드는 2010년 CONCACAF 여자 골드컵 5경기에 모두 출전하여 결선 토너먼트에서 기록한 1골을 포함해서 총 2골을 기록했고 5개의 도움을 기록했다. 대회 기간 동안에는 3차례에 걸쳐 경기 MVP로 선정되었다. 미국은 해당 대회에서 3위를 차지하면서 이탈리아와의 유럽(UEFA)-북중미카리브(CONCACAF) 대륙간 플레이오프에 진출했다. 2011년 FIFA 여자 월드컵 북중미카리브 지역 예선에서는 3골 5도움을 기록했고 이탈리아와의 대륙간 플레이오프 2차전 경기에서는 A매치 100경기 출전 기록을 수립했다. 미국은 이탈리아와의 대륙간 플레이오프에서 1·2차전 합계 2-0 승리를 기록하면서 2011년 FIFA 여자 월드컵 본선에 진출했다.

#### 알가르브컵, 중국 4개국 친선 여자 축구 대회, FIFA 여자 월드컵 (2011년)
미국 여자 축구 국가대표팀은 2011년에 중국 4개국 친선 여자 축구 대회를 시작으로 독일에서 개최된 2011년 FIFA 여자 월드컵과 훈련을 준비했다. 칼리 로이드는 미국이 1-2 패배를 기록했던 스웨덴과의 중국 4개국 친선 여자 축구 대회 개막전 경기에서 미국의 유일한 골을 기록했다. 칼리 로이드는 캐나다와의 마지막 경기에서 선제골을 기록했는데 미국은 캐나다에 2-0 승리를 기록하면서 우승을 차지하게 된다.
칼리 로이드는 2011년 알가브르컵에서 총 3골을 기록했다. 특히 아이슬란드와의 결승전 경기에서 기록한 골은 대회 최우수 골로 선정되는 영예를 안았다. 칼리 로이드는 2011년 알가르브컵에서 실버 슈를 수상했고 미국은 해당 대회에서 통산 8번째 알가르브컵 우승을 차지하게 된다.
칼리 로이드는 콜롬비아와의 2011년 FIFA 여자 월드컵 조별 예선 경기에서 자신의 FIFA 여자 월드컵 첫 골을 기록했다. 브라질과의 8강전 경기에서는 1골 1도움을 기록했고 승부차기를 성공시키면서 미국이 프랑스와의 준결승전 경기에 진출하도록 기여했다. 미국은 일본과의 결승전 경기에서 연장전까지 가는 접전 끝에 2-2 동점을 기록하면서 승부차기로 가게 된다. 하지만 칼리 로이드는 승부차기에서 공이 크로스바를 넘어가면서 실축했고 국가대표팀 동료였던 섀넌 복스, 토빈 히스도 승부차기를 실축하고 만다. 결국 미국은 일본에 승부차기 1-3 패배를 기록하면서 준우승을 차지하게 된다.

#### 북중미카리브 지역 올림픽 여자 축구 예선과 런던 하계 올림픽 (2012년)
미국 여자 축구 국가대표팀은 2012년 1월에 캐나다 브리티시컬럼비아주 밴쿠버에서 개최된 2012년 런던 하계 올림픽 여자 축구 북중미카리브 지역 최종 예선에 참가하면서 2012년을 시작했다. 미국은 도미니카 공화국, 과테말라, 멕시코와 함께 B조에 편성되었다. 미국은 조별 예선 1차전 경기에서 칼리 로이드가 1골 1도움을 기록하면서 도미니카 공화국을 14-0으로 완파했다. 미국은 조별 예선 2차전 경기에서 다시 골 네트의 뒤쪽을 찾아 도움을 제공한 칼리 로이드의 활약에 힘입어 과테말라를 13-0으로 완파했다.
미국과 멕시코는 준결승전 경기에서 A조 2위 팀과 맞붙을 B조 1위 팀을 결정하기 위한 경기를 펼쳤다. 미국은 과거에 2010년 CONCACAF 여자 골드컵에서 멕시코에 1-2 패배를 기록했다. 이번에는 칼리 로이드가 자신의 국가대표팀 첫 해트트릭을 기록한 가운데 미국이 멕시코를 4-0으로 꺾었다. 칼리 로이드는 해당 경기의 MVP로 지명되었다.
미국은 준결승전 경기에서 코스타리카와 맞붙었다. 미국은 후반전에 2골을 기록했는데 미국의 2번째 골은 칼리 로이드가 기록했다. 미국은 칼리 로이드의 2경기 연속골에 힘입어 코스타리카를 3-0으로 꺾었고 올림픽 여자 축구 본선에 진출하게 된다. 미국은 캐나다와의 결승전 경기에서 4-0 승리를 기록하여 북중미카리브 지역 최종 예선에서 우승을 차지하게 된다. 칼리 로이드는 6골 3도움을 기록하면서 대회를 마무리했고 미국 여자 축구 국가대표팀에서 최다 득점 공동 선두로 나섰다.
2012년 런던 하계 올림픽에 참가한 칼리 로이드는 프랑스와의 조별 예선 첫 경기에서 미국이 3-2로 앞서나가는 골을 기록했고 미국은 프랑스에 4-2 승리를 기록했다. 콜롬비아와의 조별 예선 경기에서는 자신의 대회 2번째 골을 기록했다.
칼리 로이드는 잉글랜드 런던에 위치한 웸블리 스타디움에서 열린 일본과의 결승전 경기에서 2골을 기록했고 미국은 일본에 2-1 승리를 기록하면서 올림픽 여자 축구 금메달을 획득하게 된다. 칼리 로이드는 2012년 런던 하계 올림픽 여자 축구에서 4골을 기록하면서 미국 여자 축구 국가대표팀 득점 순위 공동 2위에 올랐다. 칼리 로이드는 현재까지 남녀를 통틀어 역대 올림픽 축구 역사상 결승전 경기에서 2회 연속으로 골을 기록한 유일한 선수이다. 그의 올림픽 여자 축구 결승전 첫 골은 브라질과의 2008년 베이징 하계 올림픽 여자 축구 결승전 경기에서 나왔다.
칼리 로이드는 2013년 10월에 열린 뉴질랜드와의 친선 경기에서 전반전 13분에 자신의 46번째 국가대표팀 골을 기록하면서 45골로 선수 생활을 마친 줄리 파우디를 제치고 미국 여자 축구 국가대표팀 역사상 가장 많은 골을 기록한 미드필더가 되었다.

#### FIFA 여자 월드컵 (2015년)
칼리 로이드는 2015년 4월에 질 엘리스 감독으로부터 캐나다에서 개최된 2015년 FIFA 여자 월드컵에 참가한 미국 여자 축구 국가대표팀 선수 23명에 관한 명단에 이름을 올렸다. 칼리 로이드는 콜롬비아와의 16강전 경기(미국은 콜롬비아에 2-0 승리를 기록함), 중국과의 8강전 경기(미국은 중국에 1-0 승리를 기록함), 독일과의 준결승전 경기(미국은 독일에 2-0 승리를 기록함), 일본과의 결승전 경기(미국은 일본에 5-2 승리를 기록함)에서 팀을 사로잡았고 결선 토너먼트에서는 4경기 연속으로 6골을 기록하면서 경기를 마무리했다. 특히 일본과의 결승전 경기에서는 16분 동안에 걸쳐 해트트릭을 기록했는데 칼리 로이드의 3번째 골은 로이터로부터 "FIFA 여자 월드컵에서 본 가장 주목한 만한 골 가운데 하나"라는 높은 평가를 받았다.
칼리 로이드는 1999년 FIFA 여자 월드컵 이후에 미국을 통산 3번째 FIFA 여자 월드컵 우승으로 이끈 공로를 인정받아 대회 최우수 선수에 해당하는 골든 볼을 수상했다. 칼리 로이드는 독일의 첼리아 샤시치와 함께 6골을 기록했지만 첼리아 샤시치가 칼리 로이드보다 출전 시간이 적었기 때문에 첼리아 샤시치는 골든 부트를, 칼리 로이드는 실버 부트를 수상했다. 또한 칼리 로이드는 FIFA 여자 월드컵 결승전 경기에서 최초로 해트트릭을 기록한 여자 축구 선수가 되었고 잉글랜드의 제프 허스트가 서독과의 1966년 FIFA 월드컵 결승전 경기에서 해트트릭을 기록한 이후에 남녀를 통틀어 최초로 해트트릭을 기록한 선수가 되었다. 특히 칼리 로이드가 일본과의 결승전 경기에서 기록한 3번째 골은 FIFA 올해의 골상인 FIFA 푸슈카시상 후보에 오르기도 했다.

#### 리우데자네이루 하계 올림픽 (2016년)
미국 여자 축구 국가대표팀은 2016년 2월에 미국 텍사스주 프리스코, 휴스턴에서 개최된 2016년 리우데자네이루 하계 올림픽 여자 축구 북중미카리브 지역 최종 예선에 참가하면서 2016년을 시작했다. 미국은 코스타리카, 멕시코, 푸에르토리코와 함께 A조에 편성되었다. 칼리 로이드는 코스타리카와의 조별 예선 1차전 경기에서 1골을 기록하면서 미국의 5-0 승리에 기여했다. 멕시코와의 조별 예선 2차전 경기에서는 1골을 기록하면서 미국의 1-0 승리에 기여했고 미국은 준결승전 진출을 확정짓게 된다. 칼리 로이드는 푸에르토리코와의 조별 예선 3차전 경기에서 1골을 기록하면서 미국의 10-0 승리에 기여했다.
미국은 준결승전 경기에서 트리니다드 토바고와 맞붙었다. 칼리 로이드는 해당 경기에서 1골을 기록하면서 미국의 5-0 승리에 기여했고 미국은 올림픽 여자 축구 본선에 진출하게 된다. 미국은 캐나다와의 결승전 경기에서 2-0 승리를 기록하면서 북중미카리브 지역 최종 예선에서 우승을 차지하게 된다.
2016년 리우데자네이루 하계 올림픽에 참가한 칼리 로이드는 뉴질랜드와의 조별 예선 경기에서 1골을 기록하면서 미국의 2-0 승리에 기여했고 프랑스와의 조별 예선 경기에서 1골을 기록하면서 미국의 1-0 승리에 기여했다. 미국은 8강전 경기에서 스웨덴과 맞붙었는데 공교롭게도 미국 여자 축구 국가대표팀 감독을 역임했던 피아 순드하게는 스웨덴 여자 축구 국가대표팀 감독을 역임하고 있었다. 미국은 연장전까지 가는 혈투 끝에 1-1 동점을 기록하면서 승부차기로 가게 되었지만 스웨덴에 승부차기 3-4 패배를 기록하면서 탈락하게 된다. 미국 여자 축구 국가대표팀은 이 패배로 인해 메이저 대회 역사상 최초로 준결승전 진출에 실패하게 된다.

#### FIFA 여자 월드컵 (2019년)
칼리 로이드는 프랑스에서 개최된 2019년 FIFA 여자 월드컵에 참가하여 태국과의 조별 예선 경기에서 1골을 기록하여 미국의 13-0 승리에 기여했고 칠레와의 조별 예선 경기에서 2골을 기록하면서 미국의 3-0 승리에 기여했다. 칼리 로이드는 FIFA 여자 월드컵 역사상 최초로 6경기 연속 득점을 기록한 선수가 되었다. 미국은 네덜란드와의 결승전 경기에서 2-0 승리를 기록하면서 통산 4번째 FIFA 여자 월드컵 우승을 차지했다.

#### 300경기 출전 달성과 도쿄 올림픽 (2021년)
2021년 4월 10일 스웨덴과의 친선 경기에서 300번째 A매치 출전을 기록하며 크리스틴 릴리와 크리스티 피어스에 이어 3번째로 A매치 300경기 이상 출전 기록을 달성한 선수가 되었다. 2021년 6월 14일 BBVA 컴패스 스타디움에서 열린 자메이카와의 경기에서 38세 332일의 나이로 크리스틴 릴리가 보유하고 있던 기록(38세 264세)을 깨고 A매치에서 득점을 기록한 최고령 여자 축구 선수가 되었다.
2021년 8월 5일 2020년 하계 올림픽 동메달 결정전에서 오스트레일리아를 4-3으로 승리한 경기에서 2골을 기록하였다. 이 경기로 올림픽 통산 골 기록 10골을 달성하여 애비 웜백을 제치고 미국 여자 올림픽 축구 최다 득점 기록을 세웠다. 도쿄 올림픽 이후 국가대표팀 은퇴를 선언했다.

### 국가대표팀 득점
| 1   | 2006-10-01 | 카슨                   | 중화 타이베이     | 46′ (앨리 와그너와 교체되어 들어감)           | 1.1 | 76   | 애비 웜백         | 8–0  | 10–0               | 친선 경기                                                                        |  |  |  |  |  |  |  |  |  |  |  |  |
| 2   | 2007-03-07 | 실베스                 | 중화인민공화국    | 선발                                          | 1.1 | 38   | 스테퍼니 콕스     | 2–1  | 2–1                | 2007년 알가르브컵 B조                                                            |  |  |  |  |  |  |  |  |  |  |  |  |
| 3   | 2007-03-09 | 페헤이라스             | 핀란드            | 46′ (앨리 와그너와 교체되어 들어감)           | 1.1 | 46   | 도움 없음         | 1–0  | 1–0                | 2007년 알가르브컵 B조                                                            |  |  |  |  |  |  |  |  |  |  |  |  |
| 4   | 2007-03-12 | 빌라헤알드산투안토니우 | 스웨덴            | 선발                                          | 1.1 | 44   | 스테퍼니 콕스     | 2–0  | 3–2                | 2007년 알가르브컵 B조                                                            |  |  |  |  |  |  |  |  |  |  |  |  |
| 5   | 2007-03-14 | 빌라헤알드산투안토니우 | 덴마크            | 83′ (앨리 와그너와 교체되면서 나옴)           | 1.1 | 51   | 도움 없음         | 2–0  | 2–0                | 2007년 알가르브컵 결승전                                                         |  |  |  |  |  |  |  |  |  |  |  |  |
| 6   | 2007-07-14 | 이스트하트퍼드         | 노르웨이          | 74′ (앤절라 허클스와 교체되면서 나옴)         | 1.1 | 66   | 크리스틴 릴리     | 1–0  | 1–0                | 친선 경기                                                                        |  |  |  |  |  |  |  |  |  |  |  |  |
| 7   | 2007-08-12 | 시카고                 | 뉴질랜드          | 29′ (헤더 오라일리와 교체되어 들어감)         | 2.1 | 34   | 섀넌 복스         | 3–0  | 6–1                | 친선 경기                                                                        |  |  |  |  |  |  |  |  |  |  |  |  |
| 8   | 2007-08-12 | 시카고                 | 뉴질랜드          | 29′ (헤더 오라일리와 교체되어 들어감)         | 2.2 | 60   | 크리스틴 릴리     | 5–0  | 6–1                | 친선 경기                                                                        |  |  |  |  |  |  |  |  |  |  |  |  |
| 9   | 2007-10-13 | 세인트루이스           | 멕시코            | 81′ (앨리 와그너와 교체되어 들어감)           | 1.1 | 84   | 도움 없음         | 5–1  | 5–1                | 친선 경기                                                                        |  |  |  |  |  |  |  |  |  |  |  |  |
| 10  | 2007-10-17 | 포틀랜드               | 멕시코            | 78′ (린지 타플리와 교체되어 들어감)           | 1.1 | 87   | 캣 화이트힐       | 4–0  | 4–0                | 친선 경기                                                                        |  |  |  |  |  |  |  |  |  |  |  |  |
| 11  | 2008-03-05 | 알부페이라             | 중화인민공화국    | 선발                                          | 1.1 | 69   | 너태샤 카이       | 4–0  | 4–0                | 2008년 알가르브컵 B조                                                            |  |  |  |  |  |  |  |  |  |  |  |  |
| 12  | 2008-04-04 | 시우다드후아레스       | 자메이카          | 46′ (토빈 히스와 교체되면서 나옴)             | 1.1 | 16   | 애비 웜백         | 1–0  | 6–0                | 2008년 베이징 하계 올림픽 여자 축구 북중미카리브 지역 최종 예선 A조              |  |  |  |  |  |  |  |  |  |  |  |  |
| 13  | 2008-04-13 | 시우다드후아레스       | 캐나다            | 선발                                          | 1.1 | 107  | 도움 없음         | 1–0  | 1–1 (승부차기 6–5) | 2008년 베이징 하계 올림픽 여자 축구 북중미카리브 지역 최종 예선 결승전           |  |  |  |  |  |  |  |  |  |  |  |  |
| 14  | 2008-04-27 | 캐리                   | 오스트레일리아    | 선발                                          | 1.1 | 91+  | 도움 없음         | 3–1  | 3–1                | 친선 경기                                                                        |  |  |  |  |  |  |  |  |  |  |  |  |
| 15  | 2008-05-10 | 워싱턴 D.C.            | 캐나다            | 선발                                          | 1.1 | 63   | 애비 웜백         | 4–0  | 6–0                | 친선 경기                                                                        |  |  |  |  |  |  |  |  |  |  |  |  |
| 16  | 2008-07-02 | 프레드릭스타드         | 노르웨이          | 선발                                          | 1.1 | 52   | 너태샤 카이       | 2–0  | 4–0                | 친선 경기                                                                        |  |  |  |  |  |  |  |  |  |  |  |  |
| 17  | 2008-07-05 | 셸레프테오             | 스웨덴            | 선발                                          | 1.1 | 39   | 린지 타플리       | 1–0  | 1–0                | 친선 경기                                                                        |  |  |  |  |  |  |  |  |  |  |  |  |
| 18  | 2008-08-09 | 친황다오               | 일본              | 선발                                          | 1.1 | 27   | 스테퍼니 콕스     | 1–0  | 1–0                | 2008년 베이징 하계 올림픽 여자 축구 G조                                          |  |  |  |  |  |  |  |  |  |  |  |  |
| 19  | 2008-08-21 | 베이징                 | 브라질            | 선발                                          | 1.1 | 96   | 에이미 로드리게스 | 1–0  | 1–0                | 2008년 베이징 하계 올림픽 여자 축구 결승전                                       |  |  |  |  |  |  |  |  |  |  |  |  |
| 20  | 2010-03-03 | 파루                   | 독일              | 선발                                          | 1.1 | 18   | 도움 없음         | 1–0  | 3–2                | 2010년 알가르브컵 결승전                                                         |  |  |  |  |  |  |  |  |  |  |  |  |
| 21  | 2010-10-30 | 캉쿤                   | 과테말라          | 선발                                          | 1.1 | 55   | 페널티킥          | 8–0  | 9–0                | 2010년 CONCACAF 여자 골드컵 B조                                                  |  |  |  |  |  |  |  |  |  |  |  |  |
| 22  | 2010-11-05 | 캉쿤                   | 멕시코            | 선발                                          | 1.1 | 25   | 도움 없음         | 1–1  | 1–2                | 2010년 CONCACAF 여자 골드컵 준결승전                                             |  |  |  |  |  |  |  |  |  |  |  |  |
| 23  | 2011-01-21 | 충칭                   | 스웨덴            | 46′ (로리 린지와 교체되면서 나옴)             | 1.1 | 11   | 로런 체니         | 1–0  | 1–2                | 2011년 중국 4개국 친선 여자 축구 대회                                            |  |  |  |  |  |  |  |  |  |  |  |  |
| 24  | 2011-01-25 | 충칭                   | 중화인민공화국    | 선발                                          | 1.1 | 31   | 토빈 히스         | 1–0  | 2–0                | 2011년 중국 4개국 친선 여자 축구 대회                                            |  |  |  |  |  |  |  |  |  |  |  |  |
| 25  | 2011-03-04 | 빌라헤알드산투안토니우 | 노르웨이          | 71′ (로리 린지와 교체되면서 나옴)             | 1.1 | 63   | 메건 러피노       | 2–0  | 2–0                | 2011년 알가르브컵 A조                                                            |  |  |  |  |  |  |  |  |  |  |  |  |
| 26  | 2011-03-07 | 쿠아르테이라           | 핀란드            | 선발                                          | 1.1 | 13   | 토빈 히스         | 2–0  | 4–0                | 2011년 알가르브컵 A조                                                            |  |  |  |  |  |  |  |  |  |  |  |  |
| 27  | 2011-03-09 | 파루                   | 아이슬란드        | 선발                                          | 1.1 | 10   | 에이미 로드리게스 | 1–0  | 4–2                | 2011년 알가르브컵 결승전                                                         |  |  |  |  |  |  |  |  |  |  |  |  |
| 28  | 2011-07-02 | 진스하임               | 콜롬비아          | 선발                                          | 1.1 | 57   | 스테퍼니 콕스     | 3–0  | 3–0                | 2011년 FIFA 여자 월드컵 C조                                                      |  |  |  |  |  |  |  |  |  |  |  |  |
| 29  | 2012-01-20 | 밴쿠버                 | 도미니카 공화국   | 선발                                          | 1.1 | 5    | 애비 웜백         | 2–0  | 14–0               | 2012년 런던 하계 올림픽 여자 축구 북중미카리브 지역 최종 예선 B조                |  |  |  |  |  |  |  |  |  |  |  |  |
| 30  | 2012-01-22 | 밴쿠버                 | 과테말라          | 선발                                          | 1.1 | 33   | 켈리 모린 오하라  | 5–0  | 13–0               | 2012년 런던 하계 올림픽 여자 축구 북중미카리브 지역 최종 예선 B조                |  |  |  |  |  |  |  |  |  |  |  |  |
| 31  | 2012-01-24 | 밴쿠버                 | 멕시코            | 선발                                          | 3.1 | 7    | 레이철 뷸러       | 1–0  | 4–0                | 2012년 런던 하계 올림픽 여자 축구 북중미카리브 지역 최종 예선 B조                |  |  |  |  |  |  |  |  |  |  |  |  |
| 32  | 2012-01-24 | 밴쿠버                 | 멕시코            | 선발                                          | 3.2 | 57   | 로런 체니         | 3–0  | 4–0                | 2012년 런던 하계 올림픽 여자 축구 북중미카리브 지역 최종 예선 B조                |  |  |  |  |  |  |  |  |  |  |  |  |
| 33  | 2012-01-24 | 밴쿠버                 | 멕시코            | 선발                                          | 3.3 | 86   | 레이철 뷸러       | 4–0  | 4–0                | 2012년 런던 하계 올림픽 여자 축구 북중미카리브 지역 최종 예선 B조                |  |  |  |  |  |  |  |  |  |  |  |  |
| 34  | 2012-01-27 | 밴쿠버                 | 코스타리카        | 선발                                          | 1.1 | 72   | 애비 웜백         | 2–0  | 3–0                | 2012년 런던 하계 올림픽 여자 축구 북중미카리브 지역 최종 예선 준결승전           |  |  |  |  |  |  |  |  |  |  |  |  |
| 35  | 2012-02-29 | 라구스                 | 덴마크            | 선발                                          | 1.1 | 76   | 로런 체니         | 3–0  | 5–0                | 2012년 알가르브컵 B조                                                            |  |  |  |  |  |  |  |  |  |  |  |  |
| 36  | 2012-04-03 | 지바                   | 브라질            | 62′ (토빈 히스와 교체되면서 나옴)             | 1.1 | 18   | 레이철 뷸러       | 1–0  | 3–0                | 2012년 위민스 기린 챌린지컵                                                      |  |  |  |  |  |  |  |  |  |  |  |  |
| 37  | 2012-07-25 | 글래스고               | 프랑스            | 17′ (섀넌 복스와 교체되어 들어감)             | 1.1 | 56   | 메건 러피노       | 3–2  | 4–2                | 2012년 런던 하계 올림픽 여자 축구 G조                                            |  |  |  |  |  |  |  |  |  |  |  |  |
| 38  | 2012-07-28 | 글래스고               | 콜롬비아          | 선발                                          | 1.1 | 77   | 메건 러피노       | 3–0  | 3–0                | 2012년 런던 하계 올림픽 여자 축구 G조                                            |  |  |  |  |  |  |  |  |  |  |  |  |
| 39  | 2012-08-09 | 런던                   | 일본              | 선발                                          | 2.1 | 8    | 앨릭스 모건       | 1–0  | 2–1                | 2012년 런던 하계 올림픽 여자 축구 결승전                                         |  |  |  |  |  |  |  |  |  |  |  |  |
| 40  | 2012-08-09 | 런던                   | 일본              | 선발                                          | 2.2 | 54   | 메건 러피노       | 2–0  | 2–1                | 2012년 런던 하계 올림픽 여자 축구 결승전                                         |  |  |  |  |  |  |  |  |  |  |  |  |
| 41  | 2012-09-01 | 로체스터               | 코스타리카        | 선발                                          | 1.1 | 84   | 도움 없음         | 7–0  | 8–0                | 친선 경기                                                                        |  |  |  |  |  |  |  |  |  |  |  |  |
| 42  | 2012-12-08 | 디트로이트             | 중화인민공화국    | 선발                                          | 1.1 | 50   | 토빈 히스         | 1–0  | 2–0                | 친선 경기                                                                        |  |  |  |  |  |  |  |  |  |  |  |  |
| 43  | 2012-12-12 | 휴스턴                 | 중화인민공화국    | 선발                                          | 1.1 | 62   | 메건 러피노       | 2–0  | 4–0                | 친선 경기                                                                        |  |  |  |  |  |  |  |  |  |  |  |  |
| 44  | 2013-06-15 | 폭스버러               | 대한민국          | 67′ (예일 애버버치와 교체되면서 나옴)         | 1.1 | 57   | 헤더 오라일리     | 3–1  | 4–1                | 친선 경기                                                                        |  |  |  |  |  |  |  |  |  |  |  |  |
| 45  | 2013-10-20 | 샌안토니오             | 오스트레일리아    | 선발                                          | 1.1 | 14   | 도움 없음         | 2–0  | 4–0                | 친선 경기                                                                        |  |  |  |  |  |  |  |  |  |  |  |  |
| 46  | 2013-10-27 | 샌프란시스코           | 뉴질랜드          | 선발                                          | 1.1 | 12   | 도움 없음         | 2–0  | 4–1                | 친선 경기                                                                        |  |  |  |  |  |  |  |  |  |  |  |  |
| 47  | 2014-02-08 | 보카러톤               | 러시아            | 선발                                          | 2.1 | 29   | 헤더 오라일리     | 1–0  | 7–0                | 친선 경기                                                                        |  |  |  |  |  |  |  |  |  |  |  |  |
| 48  | 2014-02-08 | 보카러톤               | 러시아            | 선발                                          | 2.2 | 37   | 스테퍼니 콕스     | 3–0  | 7–0                | 친선 경기                                                                        |  |  |  |  |  |  |  |  |  |  |  |  |
| 49  | 2014-04-10 | 샌디에이고             | 중화인민공화국    | 선발                                          | 2.1 | 20   | 로런 홀리데이     | 1–0  | 3–0                | 친선 경기                                                                        |  |  |  |  |  |  |  |  |  |  |  |  |
| 50  | 2014-04-10 | 샌디에이고             | 중화인민공화국    | 선발                                          | 2.2 | 23   | 도움 없음         | 2–0  | 3–0                | 친선 경기                                                                        |  |  |  |  |  |  |  |  |  |  |  |  |
| 51  | 2014-08-20 | 캐리                   | 스위스            | 선발                                          | 1.1 | 56   | 페널티킥          | 2–0  | 4–1                | 친선 경기                                                                        |  |  |  |  |  |  |  |  |  |  |  |  |
| 52  | 2014-10-17 | 시카고                 | 과테말라          | 선발; (주장)                                  | 1.1 | 46   | 시드니 러루       | 2–0  | 5–0                | 2014년 CONCACAF 여자 축구 선수권 대회 A조                                        |  |  |  |  |  |  |  |  |  |  |  |  |
| 53  | 2014-10-20 | 워싱턴 D.C.            | 아이티            | 선발                                          | 1.1 | 9    | 도움 없음         | 1–0  | 6–0                | 2014년 CONCACAF 여자 축구 선수권 대회 A조                                        |  |  |  |  |  |  |  |  |  |  |  |  |
| 54  | 2014-10-24 | 체스터                 | 멕시코            | 선발                                          | 2.1 | 6    | 토빈 히스         | 1–0  | 3–0                | 2014년 CONCACAF 여자 축구 선수권 대회 준결승전                                   |  |  |  |  |  |  |  |  |  |  |  |  |
| 55  | 2014-10-24 | 체스터                 | 멕시코            | 선발                                          | 2.2 | 30   | 페널티킥          | 2–0  | 3–0                | 2014년 CONCACAF 여자 축구 선수권 대회 준결승전                                   |  |  |  |  |  |  |  |  |  |  |  |  |
| 56  | 2014-10-26 | 체스터                 | 코스타리카        | 선발                                          | 1.1 | 17   | 애비 웜백         | 2–0  | 6–0                | 2014년 CONCACAF 여자 축구 선수권 대회 결승전                                     |  |  |  |  |  |  |  |  |  |  |  |  |
| 57  | 2014-12-10 | 브라질리아             | 중화인민공화국    | 선발                                          | 1.1 | 23   | 메건 러피노       | 1–0  | 1–1                | 2014년 브라질리아 국제 여자 축구 토너먼트                                        |  |  |  |  |  |  |  |  |  |  |  |  |
| 58  | 2014-12-14 | 브라질리아             | 브라질            | 선발                                          | 1.1 | 6    | 토빈 히스         | 1–0  | 2–3                | 2014년 브라질리아 국제 여자 축구 토너먼트                                        |  |  |  |  |  |  |  |  |  |  |  |  |
| 59  | 2014-12-18 | 브라질리아             | 아르헨티나        | 선발                                          | 3.1 | 30   | 모건 브라이언     | 3–0  | 7–0                | 2014년 브라질리아 국제 여자 축구 토너먼트                                        |  |  |  |  |  |  |  |  |  |  |  |  |
| 60  | 2014-12-18 | 브라질리아             | 아르헨티나        | 선발                                          | 3.2 | 44   | 로리 챌러프니     | 5–0  | 7–0                | 2014년 브라질리아 국제 여자 축구 토너먼트                                        |  |  |  |  |  |  |  |  |  |  |  |  |
| 61  | 2014-12-18 | 브라질리아             | 아르헨티나        | 선발                                          | 3.3 | 47   | 헤더 오라일리     | 6–0  | 7–0                | 2014년 브라질리아 국제 여자 축구 토너먼트                                        |  |  |  |  |  |  |  |  |  |  |  |  |
| 62  | 2015-03-04 | 빌라헤알드산투안토니우 | 노르웨이          | 선발                                          | 2.1 | 43   | 크리슨 프레스     | 1–1  | 2–1                | 2015년 알가르브컵 B조                                                            |  |  |  |  |  |  |  |  |  |  |  |  |
| 63  | 2015-03-04 | 빌라헤알드산투안토니우 | 노르웨이          | 선발                                          | 2.2 | 62   | 페널티킥          | 2–1  | 2–1                | 2015년 알가르브컵 B조                                                            |  |  |  |  |  |  |  |  |  |  |  |  |
| 64  | 2015-06-23 | 에드먼턴               | 콜롬비아          | 선발                                          | 1.1 | 66   | 페널티킥          | 2–0  | 2–0                | 2015년 FIFA 여자 월드컵 16강전                                                   |  |  |  |  |  |  |  |  |  |  |  |  |
| 65  | 2015-06-26 | 오타와                 | 중화인민공화국    | 선발; (주장)                                  | 1.1 | 51   | 줄리 존스턴       | 1–0  | 1–0                | 2015년 FIFA 여자 월드컵 8강전                                                    |  |  |  |  |  |  |  |  |  |  |  |  |
| 66  | 2015-06-30 | 몬트리올               | 독일              | 선발; (주장)                                  | 1.1 | 69   | 페널티킥          | 1–0  | 2–0                | 2015년 FIFA 여자 월드컵 준결승전                                                 |  |  |  |  |  |  |  |  |  |  |  |  |
| 67  | 2015-07-05 | 밴쿠버                 | 일본              | 선발; (주장)                                  | 3.1 | 3    | 메건 러피노       | 1–0  | 5–2                | 2015년 FIFA 여자 월드컵 결승전                                                   |  |  |  |  |  |  |  |  |  |  |  |  |
| 68  | 2015-07-05 | 밴쿠버                 | 일본              | 선발; (주장)                                  | 3.2 | 5    | 도움 없음         | 2–0  | 5–2                | 2015년 FIFA 여자 월드컵 결승전                                                   |  |  |  |  |  |  |  |  |  |  |  |  |
| 69  | 2015-07-05 | 밴쿠버                 | 일본              | 선발; (주장)                                  | 3.3 | 16   | 도움 없음         | 4–0  | 5–2                | 2015년 FIFA 여자 월드컵 결승전                                                   |  |  |  |  |  |  |  |  |  |  |  |  |
| 70  | 2015-08-19 | 채터누가               | 코스타리카        | 45′ (크리슨 프레스와 교체되면서 나옴)         | 2.1 | 7    | 도움 없음         | 1–0  | 7–2                | 친선 경기                                                                        |  |  |  |  |  |  |  |  |  |  |  |  |
| 71  | 2015-08-19 | 채터누가               | 코스타리카        | 45′ (크리슨 프레스와 교체되면서 나옴)         | 2.2 | 20   | 메건 러피노       | 4–0  | 7–2                | 친선 경기                                                                        |  |  |  |  |  |  |  |  |  |  |  |  |
| 72  | 2015-09-17 | 디트로이트             | 아이티            | 선발; (주장)                                  | 3.1 | 6    | 크리스털 던       | 1–0  | 5–0                | 친선 경기                                                                        |  |  |  |  |  |  |  |  |  |  |  |  |
| 73  | 2015-09-17 | 디트로이트             | 아이티            | 선발; (주장)                                  | 3.2 | 37   | 페널티킥          | 3–0  | 5–0                | 친선 경기                                                                        |  |  |  |  |  |  |  |  |  |  |  |  |
| 74  | 2015-09-17 | 디트로이트             | 아이티            | 선발; (주장)                                  | 3.3 | 69   | 로런 홀리데이     | 4–0  | 5–0                | 친선 경기                                                                        |  |  |  |  |  |  |  |  |  |  |  |  |
| 75  | 2015-09-20 | 버밍햄                 | 아이티            | 45′ (에이미 로드리게스와 교체되면서 나옴)     | 3.1 | 16   | 페널티킥          | 2–0  | 8–0                | 친선 경기                                                                        |  |  |  |  |  |  |  |  |  |  |  |  |
| 76  | 2015-09-20 | 버밍햄                 | 아이티            | 45′ (에이미 로드리게스와 교체되면서 나옴)     | 3.2 | 22   | 크리스털 던       | 4–0  | 8–0                | 친선 경기                                                                        |  |  |  |  |  |  |  |  |  |  |  |  |
| 77  | 2015-09-20 | 버밍햄                 | 아이티            | 45′ (에이미 로드리게스와 교체되면서 나옴)     | 3.3 | 39   | 메건 러피노       | 5–0  | 8–0                | 친선 경기                                                                        |  |  |  |  |  |  |  |  |  |  |  |  |
| 78  | 2015-10-21 | 시애틀                 | 브라질            | 선발                                          | 1.1 | 85   | 메건 클링전버그   | 1–1  | 1–1                | 친선 경기                                                                        |  |  |  |  |  |  |  |  |  |  |  |  |
| 79  | 2015-12-10 | 샌안토니오             | 트리니다드 토바고 | 76′ (애비 웜백과 교체되면서 나옴; 주장)       | 1.1 | 22   | 페널티킥          | 1–0  | 6–0                | 친선 경기                                                                        |  |  |  |  |  |  |  |  |  |  |  |  |
| 80  | 2016-01-23 | 샌디에이고             | 아일랜드          | 45′ (크리슨 프레스와 교체되면서 나옴)         | 3.1 | 6    | 앨릭스 모건       | 1–0  | 5–0                | 친선 경기                                                                        |  |  |  |  |  |  |  |  |  |  |  |  |
| 81  | 2016-01-23 | 샌디에이고             | 아일랜드          | 45′ (크리슨 프레스와 교체되면서 나옴)         | 3.2 | 22   | 앨릭스 모건       | 2–0  | 5–0                | 친선 경기                                                                        |  |  |  |  |  |  |  |  |  |  |  |  |
| 82  | 2016-01-23 | 샌디에이고             | 아일랜드          | 45′ (크리슨 프레스와 교체되면서 나옴)         | 3.3 | 28   | 도움 없음         | 3–0  | 5–0                | 친선 경기                                                                        |  |  |  |  |  |  |  |  |  |  |  |  |
| 83  | 2016-02-10 | 프리스코               | 코스타리카        | 선발; (주장)                                  | 1.1 | 9    | 페널티킥          | 2–0  | 5–0                | 2016년 리우데자네이루 하계 올림픽 여자 축구 북중미카리브 지역 최종 예선 A조      |  |  |  |  |  |  |  |  |  |  |  |  |
| 84  | 2016-02-13 | 프리스코               | 멕시코            | 선발; (주장)                                  | 1.1 | 80   | 도움 없음         | 1–0  | 1–0                | 2016년 리우데자네이루 하계 올림픽 여자 축구 북중미카리브 지역 최종 예선 A조      |  |  |  |  |  |  |  |  |  |  |  |  |
| 85  | 2016-02-15 | 프리스코               | 푸에르토리코      | 46′ (앨릭스 모건과 교체되면서 나옴; 주장)     | 1.1 | 18   | 페널티킥          | 2–0  | 10–0               | 2016년 리우데자네이루 하계 올림픽 여자 축구 북중미카리브 지역 최종 예선 A조      |  |  |  |  |  |  |  |  |  |  |  |  |
| 86  | 2016-02-19 | 휴스턴                 | 트리니다드 토바고 | 66′ (크리스털 던과 교체되면서 나옴; 주장)     | 1.1 | 43   | 모건 브라이언     | 3–0  | 5–0                | 2016년 리우데자네이루 하계 올림픽 여자 축구 북중미카리브 지역 최종 예선 준결승전 |  |  |  |  |  |  |  |  |  |  |  |  |
| 87  | 2016-04-06 | 이스트하트퍼드         | 콜롬비아          | 선발; (주장)                                  | 1.1 | 39   | 맬러리 퓨         | 4–0  | 7–0                | 친선 경기                                                                        |  |  |  |  |  |  |  |  |  |  |  |  |
| 88  | 2016-07-23 | 캔자스시티             | 코스타리카        | 선발; (주장)                                  | 1.1 | 45+6 | 베키 사워브런     | 3–0  | 4–0                | 친선 경기                                                                        |  |  |  |  |  |  |  |  |  |  |  |  |
| 89  | 2016-08-03 | 벨루오리존치           | 뉴질랜드          | 선발; (주장)                                  | 1.1 | 9    | 토빈 히스         | 1–0  | 2–0                | 2016년 리우데자네이루 하계 올림픽 여자 축구 G조                                  |  |  |  |  |  |  |  |  |  |  |  |  |
| 90  | 2016-08-06 | 벨루오리존치           | 프랑스            | 82′ (린지 호런과 교체되면서 나옴; 주장)       | 1.1 | 63   | 토빈 히스         | 1–0  | 1–0                | 2016년 리우데자네이루 하계 올림픽 여자 축구 G조                                  |  |  |  |  |  |  |  |  |  |  |  |  |
| 91  | 2016-09-15 | 콜럼버스               | 태국              | 선발                                          | 3.1 | 1    | 헤더 오라일리     | 1–0  | 9–0                | 친선 경기                                                                        |  |  |  |  |  |  |  |  |  |  |  |  |
| 92  | 2016-09-15 | 콜럼버스               | 태국              | 선발                                          | 3.2 | 60   | 도움 없음         | 5–0  | 9–0                | 친선 경기                                                                        |  |  |  |  |  |  |  |  |  |  |  |  |
| 93  | 2016-09-15 | 콜럼버스               | 태국              | 선발                                          | 3.3 | 81   | 린지 호런         | 7–0  | 9–0                | 친선 경기                                                                        |  |  |  |  |  |  |  |  |  |  |  |  |
| 94  | 2016-09-18 | 애틀랜타               | 네덜란드          | 선발                                          | 1.1 | 35   | 토빈 히스         | 1–1  | 3–1                | 친선 경기                                                                        |  |  |  |  |  |  |  |  |  |  |  |  |
| 95  | 2016-10-23 | 미니애폴리스           | 스위스            | 선발                                          | 2.1 | 25   | 켈리 모린 오하라  | 1–1  | 5–1                | 친선 경기                                                                        |  |  |  |  |  |  |  |  |  |  |  |  |
| 96  | 2016-10-23 | 미니애폴리스           | 스위스            | 선발                                          | 2.2 | 51   | 도움 없음         | 2–1  | 5–1                | 친선 경기                                                                        |  |  |  |  |  |  |  |  |  |  |  |  |
| 97  | 2017-04-09 | 휴스턴                 | 러시아            | 54′ (앨릭스 모건과 교체되면서 나옴)           | 1.1 | 20   | 페널티킥          | 1–0  | 5–1                | 친선 경기                                                                        |  |  |  |  |  |  |  |  |  |  |  |  |
| 98  | 2017-11-12 | 산호세                 | 캐나다            | 75′ (샘 무이스와 교체되어 들어감)             | 1.1 | 80   | 앨릭스 모건       | 3–1  | 3–1                | 친선 경기                                                                        |  |  |  |  |  |  |  |  |  |  |  |  |
| 99  | 2018-04-05 | 잭슨빌                 | 멕시코            | 53′ (앤디 설리번과 교체되어 들어감)           | 1.1 | 54   | 린지 호런         | 4–0  | 4–1                | 친선 경기                                                                        |  |  |  |  |  |  |  |  |  |  |  |  |
| 100 | 2018-04-08 | 휴스턴                 | 멕시코            | 선발                                          | 1.1 | 34   | 앨릭스 모건       | 3–2  | 6–2                | 친선 경기                                                                        |  |  |  |  |  |  |  |  |  |  |  |  |
| 101 | 2018-09-04 | 산호세                 | 칠레              | 46′ (맬러리 퓨와 교체되어 들어감)             | 2.1 | 47   | 토빈 히스         | 3–0  | 4–0                | 친선 경기                                                                        |  |  |  |  |  |  |  |  |  |  |  |  |
| 102 | 2018-09-04 | 산호세                 | 칠레              | 46′ (맬러리 퓨와 교체되어 들어감)             | 2.2 | 90+3 | 도움 없음         | 4–0  | 4–0                | 친선 경기                                                                        |  |  |  |  |  |  |  |  |  |  |  |  |
| 103 | 2018-10-07 | 캐리                   | 파나마            | 선발                                          | 3.1 | 23   | 크리슨 프레스     | 1–0  | 5–0                | 2018년 CONCACAF 여자 축구 선수권 대회 A조                                        |  |  |  |  |  |  |  |  |  |  |  |  |
| 104 | 2018-10-07 | 캐리                   | 파나마            | 선발                                          | 3.2 | 29   | 케이시 쇼트       | 3–0  | 5–0                | 2018년 CONCACAF 여자 축구 선수권 대회 A조                                        |  |  |  |  |  |  |  |  |  |  |  |  |
| 105 | 2018-10-07 | 캐리                   | 파나마            | 선발                                          | 3.3 | 48   | 로즈 라벨         | 5–0  | 5–0                | 2018년 CONCACAF 여자 축구 선수권 대회 A조                                        |  |  |  |  |  |  |  |  |  |  |  |  |
| 106 | 2019-04-07 | 로스앤젤레스           | 벨기에            | 선발                                          | 2.1 | 14   | 티어나 데이비드슨 | 1–0  | 6–0                | 친선 경기                                                                        |  |  |  |  |  |  |  |  |  |  |  |  |
| 107 | 2019-04-07 | 로스앤젤레스           | 벨기에            | 선발                                          | 2.2 | 19   | 크리스털 던       | 2–0  | 6–0                | 친선 경기                                                                        |  |  |  |  |  |  |  |  |  |  |  |  |
| 108 | 2019-05-12 | 샌타클래라             | 남아프리카 공화국 | 60′ (앨릭스 모건과 교체되어 들어감)           | 1.1 | 90+2 | 맬러리 퓨         | 3–0  | 3–0                | 친선 경기                                                                        |  |  |  |  |  |  |  |  |  |  |  |  |
| 109 | 2019-05-16 | 세인트루이스           | 뉴질랜드          | 60′ (메건 러피노와 교체되어 들어감)           | 2.1 | 61   | 토빈 히스         | 3–0  | 5–0                | 친선 경기                                                                        |  |  |  |  |  |  |  |  |  |  |  |  |
| 110 | 2019-05-16 | 세인트루이스           | 뉴질랜드          | 60′ (메건 러피노와 교체되어 들어감)           | 2.2 | 83   | 크리슨 프레스     | 4–0  | 5–0                | 친선 경기                                                                        |  |  |  |  |  |  |  |  |  |  |  |  |
| 111 | 2019-06-11 | 랭스                   | 태국              | 57′ (로즈 라벨과 교체되어 들어감)             | 1.1 | 90+2 | 앨릭스 모건       | 13–0 | 13–0               | 2019년 FIFA 여자 월드컵 F조                                                      |  |  |  |  |  |  |  |  |  |  |  |  |
| 112 | 2019-06-16 | 파리                   | 칠레              | 선발                                          | 2.1 | 11   | 도움 없음         | 1–0  | 3–0                | 2019년 FIFA 여자 월드컵 F조                                                      |  |  |  |  |  |  |  |  |  |  |  |  |
| 113 | 2019-06-16 | 파리                   | 칠레              | 선발                                          | 2.2 | 35   | 티어나 데이비드슨 | 3–0  | 3–0                | 2019년 FIFA 여자 월드컵 F조                                                      |  |  |  |  |  |  |  |  |  |  |  |  |
| 114 | 2019-08-03 | 패서디나               | 아일랜드          | 56′ (앨리 크리저와 교체되면서 나옴)           | 1.1 | 41   | 켈리 모린 오하라  | 3–0  | 3–0                | 친선 경기                                                                        |  |  |  |  |  |  |  |  |  |  |  |  |
| 115 | 2019-08-29 | 필라델피아             | 포르투갈          | 선발                                          | 1.1 | 52   | 린지 호런         | 3–0  | 4–0                | 친선 경기                                                                        |  |  |  |  |  |  |  |  |  |  |  |  |
| 116 | 2019-09-03 | 세인트폴               | 포르투갈          | 선발                                          | 2.1 | 22   | 도움 없음         | 1–0  | 3–0                | 친선 경기                                                                        |  |  |  |  |  |  |  |  |  |  |  |  |
| 117 | 2019-09-03 | 세인트폴               | 포르투갈          | 선발                                          | 2.2 | 32   | 페널티킥          | 2–0  | 3–0                | 친선 경기                                                                        |  |  |  |  |  |  |  |  |  |  |  |  |
| 118 | 2019-10-06 | 시카고                 | 대한민국          | 선발 (주장)                                   | 1.1 | 37   | 메건 러피노       | 1–1  | 1–1                | 친선 경기                                                                        |  |  |  |  |  |  |  |  |  |  |  |  |
| 119 | 2019-11-07 | 콜럼버스               | 스웨덴            | 선발 (주장)                                   | 2.1 | 6    | 크리슨 프레스     | 1–0  | 3–2                | 친선 경기                                                                        |  |  |  |  |  |  |  |  |  |  |  |  |
| 120 | 2019-11-07 | 콜럼버스               | 스웨덴            | 선발 (주장)                                   | 2.2 | 31   | 토빈 히스         | 3–0  | 3–2                | 친선 경기                                                                        |  |  |  |  |  |  |  |  |  |  |  |  |
| 121 | 2019-11-10 | 잭슨빌                 | 코스타리카        | 46′ (린 윌리엄스와 교체되면서 나옴; 주장)     | 1.1 | 4    | 로즈 라벨         | 1–0  | 6–0                | 친선 경기                                                                        |  |  |  |  |  |  |  |  |  |  |  |  |
| 122 | 2020-01-28 | 휴스턴                 | 아이티            | 선발 (주장)                                   | 1.1 | 90+3 | 줄리 어츠         | 4–0  | 4–0                | 2020년 도쿄 하계 올림픽 여자 축구 북중미카리브 지역 최종 예선 A조                |  |  |  |  |  |  |  |  |  |  |  |  |
| 123 | 2020-03-05 | 올랜도                 | 잉글랜드          | 89′ (제시카 맥도널드와 교체되면서 나옴; 주장) | 1.1 | 55   | 린지 호런         | 2–0  | 2–0                | 2020년 시빌리브스컵                                                              |  |  |  |  |  |  |  |  |  |  |  |  |

## 수상

### 개인
- 2007년 알가르브컵 MVP 선정[88]
- 2008년 미국 올해의 축구 선수 선정[89]
- 2012년 FIFA 올해의 선수 후보 등록[90]
- 2013년 7월 내셔널 위민스 사커 리그 이 주의 선수 선정[91]
- 2014년 7월 내셔널 위민스 사커 리그 이 주의 선수 선정[92]
- 2014 내셔널 위민스 사커 리그 시즌 세컨드 베스트 일레븐 선정[93]
- 2015년 FIFA 여자 월드컵 골든 볼 수상[3]
- 2015년 FIFA 여자 월드컵 실버 부트 수상[3]
- 2015년 FIFA 여자 월드컵 올스타 팀 선정[94]
- 2015년 FIFA 여자 월드컵 드림 팀 선정[95]
- 2015년 FIFA 여자 월드컵 대회의 골 선정[96]
- 2015 내셔널 위민스 사커 리그 시즌 세컨드 베스트 일레븐 선정[97]
- 2015년 북중미카리브 축구 연맹(CONCACAF) 올해의 여자 선수 선정[98]
- 2015년 북중미카리브 축구 연맹(CONCACAF) 올해의 골 선정[98]
- 2015년 미국 여성 스포츠 재단 올해의 여자 스포츠 선수상 수상[99]
- 2015년 《스포츠 일러스트레이티드》 올해의 선수 후보 등록[100]
- 2015년 국제축구역사통계연맹(IFFHS) 세계 최고의 여자 플레이메이커 선정[101]
- 2015년 FIFA 올해의 선수 후보 등록[102]
- 2015년 FIFA 올해의 선수 수상[103][104]
- 2015년 FIFA 푸슈카시상 후보 등록[105]
- 2015년 FIFA/FIFPro 여자 월드 베스트 일레븐 선정[106]
- 2015년 7월 내셔널 위민스 사커 리그 이 달의 선수 선정[107]
- 2016년 FIFA 올해의 선수 후보 등록[2]
- 2016년 FIFA 올해의 선수 수상[2]
- 2016년 FIFA/FIFPro 여자 월드 베스트 일레븐 선정[108]
- 2016년 ESPY상 선수권 대회 최우수 성과 부문 후보 등록[109]
- 2017년 뉴저지주 명예의 전당 등록
- 2018 내셔널 위민스 사커 리그 시즌 세컨드 베스트 일레븐 선정[110]

### 팀
미국 여자 축구 국가대표팀
- 2007년 알가르브컵 우승
- 2008년 알가르브컵 우승
- 2008년 CONCACAF 올림픽 여자 축구 최종 예선 우승
- 2008년 베이징 하계 올림픽 여자 축구 금메달 획득
- 2010년 알가르브컵 우승
- 2011년 알가르브컵 우승
- 2011년 FIFA 여자 월드컵 준우승[111]
- 2012년 CONCACAF 올림픽 여자 축구 최종 예선 우승
- 2012년 런던 하계 올림픽 여자 축구 금메달 획득[112]
- 2013년 알가르브컵 우승
- 2014년 CONCACAF 여자 축구 선수권 대회 우승
- 2015년 알가르브컵 우승
- 2015년 FIFA 여자 월드컵 우승
- 2016년 CONCACAF 올림픽 여자 축구 최종 예선 우승
- 2016년 시빌리브스컵 우승
- 2018년 시빌리브스컵 우승[113]
- 2018년 토너먼트 오브 네이션스 우승
- 2018년 CONCACAF 여자 축구 선수권 대회 우승
- 2019년 FIFA 여자 월드컵 우승[114]
- 2020년 CONCACAF 올림픽 여자 축구 최종 예선 우승[115]

맨체스터 시티
- 2016-17 FA 여자컵 1회 우승[116]

## 플레이 스타일
칼리 로이드는 처음에는 일관성이 없고 볼 소유권을 너무 쉽게 잃는다는 비판을 받았지만 나중에 세계 최고의 여자 축구 선수로 성장하면서 뛰어난 결단력, 정신력, 업무 능력으로 인해 높은 평가를 받고 있다. 활력이 넘칠 정도로 집요하게 열심히 뛰는 선수인 칼리 로이드는 볼 컨트롤, 기술, 패스 정확도로 잘 알려져 있으며 체력과 강인함, 태클 뿐만 아니라 좋은 공격 포지션에 진입할 수 있는 능력 때문에 수비나 공격을 통해 팀을 도울 수 있고 골을 넣거나 동료들에게 기회를 만들 수 있다.
칼리 로이드의 이러한 능력은 전술적인 다재다능함과 결합되어 여러 미드필더 진영에 배치될 수 있도록 만든다. 칼리 로이드는 비록 중앙에서 선수 경력을 쌓기 시작한 수비형 미드필더이지만 대부분 공격수 뒤쪽에 있는 공격형 미드필더로서 보다 발전된 역할로 옮겨졌을 때가 가장 편안하다. 칼리 로이드도 결정적인 골을 넣는 경향으로 인해 "클러치 플레이어"로서의 명성을 높이게 되었다. 칼리 로이드는 볼을 활용하는 강력한 공격수로서 그라운드의 어떠한 위치에서도 골을 넣을 수 있으며 자신의 머리와 발을 활용하여 해당 지역 안에서 제대로 마무리할 수 있다.

## 개인사
칼리 로이드는 남편이자 골프 선수인 브라이언 홀린스와 함께 뉴저지주 마운트로럴에 거주하고 있다. 칼리 로이드는 2016년 11월 4일에 멕시코 푸에르토모렐로스에서 브라이언 홀린스와의 결혼식을 진행했다. 칼리 로이드는 해비타트 운동을 위한 자선 활동에 참여했다.

## 대중 문화에서의 등장

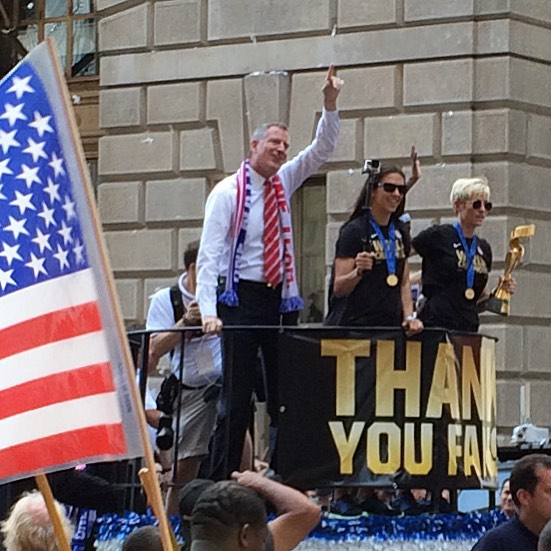
칼리 로이드가 2015년 7월에 뉴욕에서 열린 2015년 FIFA 여자 월드컵 우승 기념 티커 테이프 퍼레이드에 참석한 모습

### 홍보 활동
칼리 로이드는 현재 몇 년 동안에 걸쳐 나이키와의 광고 계약을 맺고 있다. 2011년에는 나이키의 《압박이 우리를 만든다: 칼리 로이드》(Pressure Makes Us: Carli Lloyd)라는 제목의 광고에 출연하면서 나이키의 홍보 기능에서 초점이 되었다. 칼리 로이드는 2015년 FIFA 여자 월드컵을 맞아 엑스파이니티 광고에 출연하여 비자카드와의 승인 계약을 체결했다. 2015년 8월에는 미국의 남자 미식 축구 선수인 롭 그롱카우스키, 미국 여자 축구 국가대표팀 동료인 시드니 러루와 함께 나이키가 제작한 광고 《눈 오는 날》(Snow Day)에 공동 출연했다. 2016년 4월에는 라이프웨이 브랜드의 홍보 대사로 임명되었고 같은 해에 하이네켄의 텔레비전 광고에 출연했다. 칼리 로이드는 홀 푸드 마켓의 홍보 파트너로 활동했으며 유나이티드 항공의 텔레비전 광고에도 출연했다. 2016년 6월에는 마이클 펠프스와 함께 허쉬의 크레이브 저키 브랜드와의 홍보 파트너 계약을 체결했다. 칼리 로이드는 비츠 일렉트로닉스, 카인드, NJM 인슈어런스 그룹과의 홍보 계약을 체결했다.

### 잡지, 텔레비전, 비디오 게임
칼리 로이드는 잡지 《글래머》, 《셰이프》, 《스포츠 일러스트레이티드》에 출연했다. 특히 《하울러 매거진》, 《스포츠 일러스트레이티드》에서는 표지 모델로 출연했다. 2012년에는 ESPN이 제작한 텔레비전 프로그램 《제9조는 나의 것: 미국 여자 축구 국가대표팀》(Title IX is Mine: USWNT)에 출연했다. 칼리 로이드는 《굿 모닝 아메리카》, 《더 데일리 쇼》, 《라이브! 위드 켈리 앤드 마이클》, 《투데이》, 《레이트 나이트 위드 세스 마이어스》, 《더 레이트 레이트 쇼 위드 제임스 코든》을 비롯한 여러 텔레비전 프로그램에도 출연했다.
칼리 로이드는 EA 스포츠의 FIFA 시리즈 가운데 하나인 《FIFA 16》에서 미국 여자 축구 국가대표팀 선수들과 함께 출연했는데 여자 축구 선수가 FIFA 시리즈에 등장한 것은 《FIFA 16》이 처음이다. 칼리 로이드는 2015년 9월에 EA 스포츠가 발표한 《FIFA 16》에 등장하는 여자 축구 선수 순위에서 1위에 등극했다.

### 티커 테이프 퍼레이드와 백악관 축하 환영회
2015년 FIFA 여자 월드컵에서 미국이 우승을 차지한 이후에 칼리 로이드와 동료들은 뉴욕에서 티커 테이프 퍼레이드를 진행한 최초의 여자 스포츠 팀이 되었다. 미국 여자 축구 국가대표팀 선수들은 빌 더블라지오 뉴욕 시장으로부터 도시의 열쇠를 받았다. 2015년 10월에는 버락 오바마 대통령과 함께 백악관에서 축하 환영회를 진행했다.

## 같이 보기
- 올림픽 축구 메달리스트 목록

## 참고 문헌
- Grainey, Timothy (2012), Beyond Bend It Like Beckham: The Global Phenomenon of Women's Soccer, University of Nebraska Press, ISBN 0803240368
- Lisi, Clemente A. (2010), The U.S. Women's Soccer Team: An American Success Story, Scarecrow Press, ISBN 0810874164
- Lloyd, Carli (2017). 《When Nobody Was Watching: My Hard-fought Journey to the Top of the Soccer World.》. Mariner Books. ISBN 1328745627.
- Solo, Hope (2012), Solo: A Memoir of Hope, Harper & Collins, ISBN 0062136755
- Stevens, Dakota (2011), A Look at the Women's Professional Soccer Including the Soccer Associations, Teams, Players, Awards, and More, BiblioBazaar, ISBN 1241047464